# Encentrum limicola
Encentrum limicola är en hjuldjursart som beskrevs av Otto 1936. Encentrum limicola ingår i släktet Encentrum och familjen Dicranophoridae. Arten är reproducerande i Sverige. Inga underarter finns listade i Catalogue of Life.